# Calcio Monza 1996-1997
Questa pagina raccoglie le informazioni riguardanti il Calcio Monza nelle competizioni ufficiali della stagione 1996-1997.

## Stagione
Nella stagione 1996-1997 il Monza affidato al tecnico Giorgio Rumignani ha disputato il girone A del campionato di Serie C1. Si è piazzato in quinta posizione di classifica con 54 punti, ha poi disputato e vinto i play-off ottenendo la promozione in Serie B battendo in semifinale il Brescello ed in finale il Carpi (3-2), nella storica finale giocata a Ferrara alla presenza di duemila sostenitori brianzoli. Il campionato è stato vinto con 60 punti dal Treviso che ha ottenuto la promozione diretta, il Monza a metà marzo, dopo la sconfitta interna (1-2) con il Montevarchi, cambia il tecnico, al posto di Rumagnani torna Luigi Radice che ha bissato la promozione conquistata in Brianza trent'anni prima, vincendo lo spareggio con il Como nel 1967, all'inizio della sua carriera di allenatore, quest'anno vince un altro spareggio, la finale play-off di Ferrara. Al termine del torneo è solo quinto, in vantaggio però sull'Empoli nello scontro diretto, poi il nuovo miracolo nella coda del torneo vincendo semifinali e finale.
In Coppa Italia i biancorossi hanno superato il primo turno eliminando il Padova, nel secondo turno sono usciti sconfitti ed eliminati dal Napoli che si è imposto al Brianteo (0-1). Nella Coppa Italia di Serie C il Monza entra in scena nei sedicesimi di finale, avendo giocato la Coppa nazionale, supera il turno eliminando la Pro Patria, poi negli ottavi di finale cede alla Triestina.

## Rosa
| N. |                   | Ruolo | Calciatore          |
| -- | ----------------- | ----- | ------------------- |
|    | Italia (bandiera) | P     | Christian Abbiati   |
|    | Italia (bandiera) | C     | Filippo Antonelli   |
|    | Italia (bandiera) | C     | Antonino Asta       |
|    | Italia (bandiera) | D     | Francesco Bega      |
|    | Italia (bandiera) | C     | Riccardo Bracaloni  |
|    | Italia (bandiera) | A     | Emanuele Cancellato |
|    | Italia (bandiera) | C     | Federico Crovari    |
|    | Italia (bandiera) | C     | Roberto D'Aversa    |
|    | Italia (bandiera) | D     | Alessio Delpiano    |
|    | Italia (bandiera) | A     | Simone Erba         |
|    | Italia (bandiera) | D     | Gianluca Falsini    |

| N. |                   | Ruolo | Calciatore         |
| -- | ----------------- | ----- | ------------------ |
|    | Italia (bandiera) | D     | Claudio Finetti    |
|    | Italia (bandiera) | A     | Alberto Gallo      |
|    | Italia (bandiera) | P     | Giuseppe Gatta     |
|    | Italia (bandiera) | C     | Omar Milanetto     |
|    | Italia (bandiera) | A     | Orazio Millesi     |
|    | Italia (bandiera) | D     | Massimo Oddo       |
|    | Italia (bandiera) | A     | Michele Pietranera |
|    | Italia (bandiera) | D     | Francesco Rossi    |
|    | Italia (bandiera) | C     | Fulvio Saini       |
|    | Italia (bandiera) | A     | Marco Veronese     |
|    | Italia (bandiera) | D     | Giuseppe Zappella  |

## Risultati

### Campionato

#### Girone di andata
| Arbitro: | Ingenito (Nocera Inferiore) |

|                            |           |                  |
| Cancellato 69’ Crovari 90’ | Marcatori | 36’, 58’ Masitto |

| Arbitro: | Cardella (Torre Annunziata) |

|                                     |           |  |
| Simonetta 75’ (rig.) Bortoluzzi 84’ | Marcatori |  |

| Arbitro: | Linfatici (Viareggio) |

|                |           |  |
| Cancellato 45’ | Marcatori |  |

| Arbitro: | Castellani (Verona) |

|          |           |                |
| Erba 13’ | Marcatori | 55’ F. Cossato |

| Arbitro: | Paparesta (Bari) |

|                 |           |  |
| A. Brunetti 47’ | Marcatori |  |

| Arbitro: | Cecotti (Udine) |

|  |           |             |
|  | Marcatori | 9’ Milanese |

| Carrara 20 ottobre 1996 7ª giornata | Carrarese        | 0 – 0 | Monza | Stadio dei Marmi\| Arbitro: \| Alvino (Salerno) \| |
| Arbitro:                            | Alvino (Salerno) |       |       |                                                    |

| Arbitro: | Strocchia (Nola) |

|                    |           |  |
| Gentili 84’ (aut.) | Marcatori |  |

| Arbitro: | Cicoianni (Ascoli Piceno) |

|  |           |                     |
|  | Marcatori | 85’ (rig.) F. Rossi |

| Arbitro: | Dondarini (Finale Emilia) |

|         |           |              |
| Erba 8’ | Marcatori | 44’ Molinari |

| Arbitro: | Vendramin (Castelfranco Veneto) |

|  |           |                                    |
|  | Marcatori | 25’ (rig.) F. Rossi 59’ Pietranera |

| Arbitro: | Bianco (Mestre) |

|                |           |  |
| Pietranera 74’ | Marcatori |  |

| Arbitro: | Verrucci (Fermo) |

|             |           |             |
| Falsini 44’ | Marcatori | 46’ Baraldi |

| Arbitro: | N. Ayroldi (Molfetta) |

|             |           |          |
| Bonavina 5’ | Marcatori | 37’ Asta |

| Arbitro: | Tullio (Avezzano) |

|              |           |  |
| F. Rossi 52’ | Marcatori |  |

| Arbitro: | Acronzio (Teramo) |

|  |           |               |
|  | Marcatori | 31’, 90’ Erba |

| Monza 12 gennaio 1997 17ª giornata | Monza              | 0 – 0 | Modena | Stadio Brianteo\| Arbitro: \| Palmieri (Cosenza) \| |
| Arbitro:                           | Palmieri (Cosenza) |       |        |                                                     |

#### Girone di ritorno
| Arbitro: | Pascariello (Lecce) |

|  |           |                |
|  | Marcatori | 65’ Cancellato |

| Monza 26 gennaio 1997 19ª giornata | Monza              | 0 – 0 | Siena | Stadio Brianteo\| Arbitro: \| Gregoroni (Napoli) \| |
| Arbitro:                           | Gregoroni (Napoli) |       |       |                                                     |

| Monza 2 febbraio 1997 20ª giornata | Monza                  | 0 – 0 | Alessandria | Stadio Brianteo\| Arbitro: \| D'Agostini (Frosinone) \| |
| Arbitro:                           | D'Agostini (Frosinone) |       |             |                                                         |

| Arbitro: | Sputore (Vasto) |

|                                     |           |  |
| Milanetto 37’ (aut.) F. Cossato 80’ | Marcatori |  |

| Arbitro: | Manari (Teramo) |

|                                  |           |  |
| Milanetto 11’ F.Rossi 75’ (rig.) | Marcatori |  |

| Arbitro: | Ciulli (Roma) |

|  |           |               |
|  | Marcatori | 8’ Pietranera |

| Monza 2 marzo 1997 24ª giornata | Monza                                | 0 – 0 | Carrarese | Stadio Brianteo\| Arbitro: \| Marcello Ambrosino (Torre del Greco) \| |
| Arbitro:                        | Marcello Ambrosino (Torre del Greco) |       |           |                                                                       |

| Pistoia 9 marzo 1997 25ª giornata | Pistoiese              | 0 – 0 | Monza | Stadio Comunale\| Arbitro: \| Silvestrini (Macerata) \| |
| Arbitro:                          | Silvestrini (Macerata) |       |       |                                                         |

| Arbitro: | Lombardi (Lanciano) |

|                |           |                         |
| Pietranera 58’ | Marcatori | 29’ Elia 36’ Affatigato |

| Arbitro: | Borelli (Roma) |

|                          |           |                                             |
| Tomassini 35’ Lugnan 51’ | Marcatori | 29’ Pietranera 39’ Erba 45’ (aut.) Ottolina |

| Arbitro: | Gabriele (Frosinone) |

|                           |           |  |
| Crovari 38’ Milanetto 75’ | Marcatori |  |

| Arbitro: | Cassarà (Palermo) |

|                    |           |                     |
| Falsini 43’ (aut.) | Marcatori | 86’ (aut.) Consonni |

| Arbitro: | Sciamanna (Ascoli Piceno) |

|                    |           |  |
| S. De Agostini 65’ | Marcatori |  |

| Arbitro: | Gregoroni (Napoli) |

|           |           |  |
| Gallo 69’ | Marcatori |  |

| Arbitro: | Pirrone (Messina) |

|                         |           |                              |
| Putelli 12’ (rig.), 54’ | Marcatori | 9’ Cancellato 14’ Pietranera |

| Arbitro: | Silvestrini (Macerata) |

|                     |           |                   |
| Cancellato 37’, 55’ | Marcatori | 52’, 59’ Giordano |

| Arbitro: | Battaglia (Messina) |

|            |           |                |
| Grabbi 27’ | Marcatori | 66’ Pietranera |

### Playoff
| Arbitro: | Bertini (Arezzo) |

|                            |           |                |
| Crovari 64’ Pietranera 76’ | Marcatori | 16’ Bertolotti |

| Arbitro: | Gregoroni (Napoli) |

|  |           |                |
|  | Marcatori | 79’ Pietranera |

| Arbitro: | Cardella (Torre del Greco) |

|                                        |           |                          |
| Pietranera 41’ Cancellato 44’ Asta 47’ | Marcatori | 43’ Alfieri 56’ Lunardon |

## Coppa Italia
| Arbitro: | Piretti (Ravenna) |

|                 |           |  |
| M. Veronese 71’ | Marcatori |  |

| Arbitro: | Treossi (Forlì) |

|  |           |                 |
|  | Marcatori | 83’ M. Esposito |

### Coppa Italia
| Arbitro: | Rotondi (Piombino) |

|                |           |          |
| Cancellato 72’ | Marcatori | 20’ Piro |

| Arbitro: | Cossero (Udine) |

|  |           |                |
|  | Marcatori | 77’ Cancellato |

| Arbitro: | Biasutto (Vicenza) |

|                |           |  |
| Aldrovandi 25’ | Marcatori |  |

| Monza 4 gennaio 1997 Ottavi - Ritorno | Monza         | 0 – 0 | Triestina | Stadio Brianteo\| Arbitro: \| Lion (Padova) \| |
| Arbitro:                              | Lion (Padova) |       |           |                                                |